# Helichrysum auriceps
Helichrysum auriceps là một loài thực vật có hoa trong họ Cúc. Loài này được Hilliard mô tả khoa học đầu tiên năm 1976.